# FELIX (Gütesiegel)
Der FELIX (FELIX – Qualitätszeichen für Kindergärten) war ein Gütesiegel des Deutschen Chorverbandes, mit dem Kindertagesstätten ausgezeichnet wurden, die in besonderem Maße die musikalische Entwicklung der Drei- bis Sechsjährigen fördern. Das Siegel wurde ab 1. Januar 2015 von der Nachfolgeinitiative „Die Carusos! Jedem Kind seine Stimme“ abgelöst.

## Geschichte
Ende der 1990er Jahre kam der Gedanke auf, durch eine Initiative in Kindergärten das Singen wieder hoffähig zu machen.
Die Idee – damals noch unter dem Arbeitstitel „Singdrossel“ – wurde zunächst im Präsidium des DCV und schließlich 1999 beim deutschen Sängertag in Limburg auch mit der Basis diskutiert. Als Name wurde letztendlich „FELIX“ (der Glückliche) gewählt, wobei sich der singende Vogel im Logo wieder fand. Das Siegel wurde im Jahr 2000 erstmals vergeben.
Seit 2004 gibt es spezielle Seminare für Felix-Berater, um von den differierenden Länderinitiativen hin zu einem bundeseinheitlichen Stand zu kommen. Im gleichen Jahr hat sich auch erstmals eine Ausbildungsstätte für  Erzieher der Initiative angeschlossen und eine Extra-Ausbildung für ihre  Schüler angeboten.
Später schlossen sich auch andere Chorverbände, z. B. der Allgemeine Cäcilien-Verband für Deutschland  und der Chorverband in der Evangelischen Kirche in Deutschland, der Initiative an.
Die ursprünglich auch für die Grundschule geplante Initiative musste zunächst auf den Kindergartenbereich beschränkt werden.
Seit 2011 führt der Deutsche Chorverband die Kindergartenqualifizierung als Initiative „Die Carusos“ weiter.

## Kriterien
FELIX beinhaltete insgesamt mehrere Kriterien, wobei nur die ersten vier vergaberelevant waren.
1. Tägliches Singen
2. Anpassung der Tonart/Tonhöhe an die hohe Lage der kindlichen Stimme
3. Vielfältige und altersgemäße Liedauswahl
4. Integration von Liedern aus anderen Kulturkreisen

Außerdem wurden nachrangige Kriterien bei der Bewertung mit einbezogen wie:
- Aufführung der erlernten Lieder (z. B. bei Festen, Feiern und Elternabenden)
- Einbeziehung rhythmischer Instrumente
- Integration von Tanz- und Bewegungsspielen.

## Vergabe
Die Auszeichnung bestand aus einer Urkunde und einem emaillierten LOGO-Schild. Sie wurde jeweils auf drei Jahre vergeben und konnte dann jeweils nachzertifiziert werden. Ehrenamtliche Berater der Chorverbände überprüften bei mehrfachen Besuchen die Gesangs- und anderen musikalischen Aktivitäten sowie das musikpädagogische Konzept der Einrichtung.

## Mitarbeiter
Neben dem Initiator Reinhard Stollreiter gehörten u. a. Gesine Knapp, Beate Quaas und Alexandra Ziegler zu den Mitarbeitern.
Zum Expertenteam zählten unter anderem Andreas Mohr und Uli Führe.

## Entwicklung
Der Sänger Thomas Quasthoff und die ehemalige Bundesministerin für Familie, Senioren, Frauen und Jugend Ursula von der Leyen hatten die Schirmherrschaft über das Projekt übernommen.
An Materialien zur Unterstützung erschien das FELIX-Liederbuch sowie ein Handbuch für Erzieherinnen im Schott-Verlag, das die Arbeit und die Auswahl der Stücke erleichterte.
Das Gütesiegel war 2012 bundesweit bereits mehr als 4000 Mal verliehen worden.

### FELIX Europa
Anfragen vom österreichischen und schweizerischen Chorverband hatten dazu geführt, dass auch die Arbeitsgemeinschaft Europäischer Chorverbände diesen Gedanken aufgriff und einen europäischen „FELIX“ einführte.